# 6217-es mellékút (Magyarország)
A 6217-es számú mellékút egy közel tíz kilométer hosszú, négy számjegyű országos közút Fejér vármegye déli részén. Hantos települést köti össze Sárbogárddal, feltárva közben Nagylók települést is.

## Nyomvonala
A 6228-as útból ágazik ki, annak 25+800-as kilométerszelvénye előtt, Hantos belterületének északi szélén. Nagylóki utca néven indul, délnyugati irányban, a település legészakibb utcájaként, és 900 méter után lép ki a község házai közül. A harmadik kilométere után lépi át Nagylók határát, majd a 4+400-as kilométerszelvénye előtt kicsivel egy elágazáshoz ér. Onnan tovább egyenesen, délnyugati irányban a 62 116-os út indul – ez vezet Nagylók központjába és ott, a Pusztaszabolcs–Pécs-vasútvonal Nagylók vasútállomásánál ér véget –, a 6217-es út pedig délkelet felé folytatódik. 7,5 kilométer után elhalad Erdőmajor külterületi településrész keleti széle mellett, és a 8,450-es kilométerszelvényénél átlép Sárbogárd területére. A 6215-ös útba beletorkollva ér véget, annak 3+550-es kilométerszelvényénél.
Teljes hossza, az országos közutak térképes nyilvántartását szolgáló kira.gov.hu adatbázisa szerint 9,542 kilométer.

## Története
1934-ben a kereskedelem- és közlekedésügyi miniszter 70 846/1934. számú rendelete a Hantos és Nagylók közti szakaszát harmadrendű főúttá nyilvánította, az Adony-Sárbogárd közti 602-es főút részeként. A döntés annak ellenére született meg, hogy a rendelet alapján 1937-ben kiadott közlekedési térkép az útvonalat szinte teljes hosszában kiépítetlenként tüntette fel, és némely szakasza szilárd burkolatú útként valószínűleg soha nem is valósult meg.